# Natriumtellurit
Natriumtellurit ist eine anorganische chemische Verbindung des Natriums aus der Gruppe der Tellurite.

## Gewinnung und Darstellung
Natriumtellurit kann durch Reaktion von Tellurdioxid mit Natriumcarbonat unter einer Schutzatmosphäre wie Kohlendioxid gewonnen werden.
{\displaystyle \mathrm {TeO_{2}+Na_{2}CO_{3}\longrightarrow Na_{2}TeO_{3}+CO_{2}} }
Es wird auch aus Kupfer(I)-tellurid oder Silbertellurid gewonnen, welche bei der elektrolytischen Gewinnung von Kupfer aus Erzen anfallen. Es dient so als Zwischenprodukt zur Herstellung von Tellur.
{\displaystyle \mathrm {Cu_{2}Te+Na_{2}CO_{3}+2\ O_{2}\longrightarrow Na_{2}TeO_{3}+2\ CuO+CO_{2}} }

## Eigenschaften
Natriumtellurit ist ein weißer Feststoff, der löslich in Wasser ist. Die Lösung wird durch Kohlendioxid aus der Luft unter Abscheidung von Tellurdioxid zersetzt. Natriumtellurit geht beim Erhitzen an der Luft in Natriumtellurat über.

## Verwendung
Durch Reaktion einer Lösung von Calciumchlorid mit Natriumtellurit kann Calciumtellurit gewonnen werden.
{\displaystyle {\ce {CaCl2 + Na2TeO3 -> CaTeO3*H2O + 2NaCl}}}